# Arno Allan Penzias
Arno Allan Penzias (München, 26 april 1933 – San Francisco, 22 januari 2024) was een Amerikaans natuurkundige en Nobelprijswinnaar.

## Biografie
Geboren in Duitsland als oudste zoon van Karl Penzias en Justine Eisenreich, vluchtte Arno Penzias – die van Pools-Joodse afkomst was – op zijn zesde met een kindertransport naar Engeland. In 1940 verhuisde hij met zijn ouders naar de Verenigde Staten. In 1946 verkreeg hij de Amerikaanse nationaliteit en in 1962 behaalde hij aan de Columbia University zijn doctoraat.
In 1961 trad hij in dienst van Bell Telephone Laboratories in Holmdel (New Jersey), waar hij in 1976 werd benoemd tot directeur van het radio-onderzoekslaboratorium. Samen met Robert Woodrow Wilson werkte hij in 1964 aan een nieuw soort microgolfantenne toen zij op 1 juni 1965 een onverklaarbaar signaal opvingen dat gelijkmatig vanuit alle richtingen leek te komen. Na met hun grote buitenantenne verschillende mogelijke oorzaken voor dit verschijnsel te hebben onderzocht, waaronder zelfs duivenpoep op hun antenne, concludeerden ze dat het de door theorieën voorspelde kosmische achtergrondstraling betrof die een overblijfsel is van de oerknal (big bang).

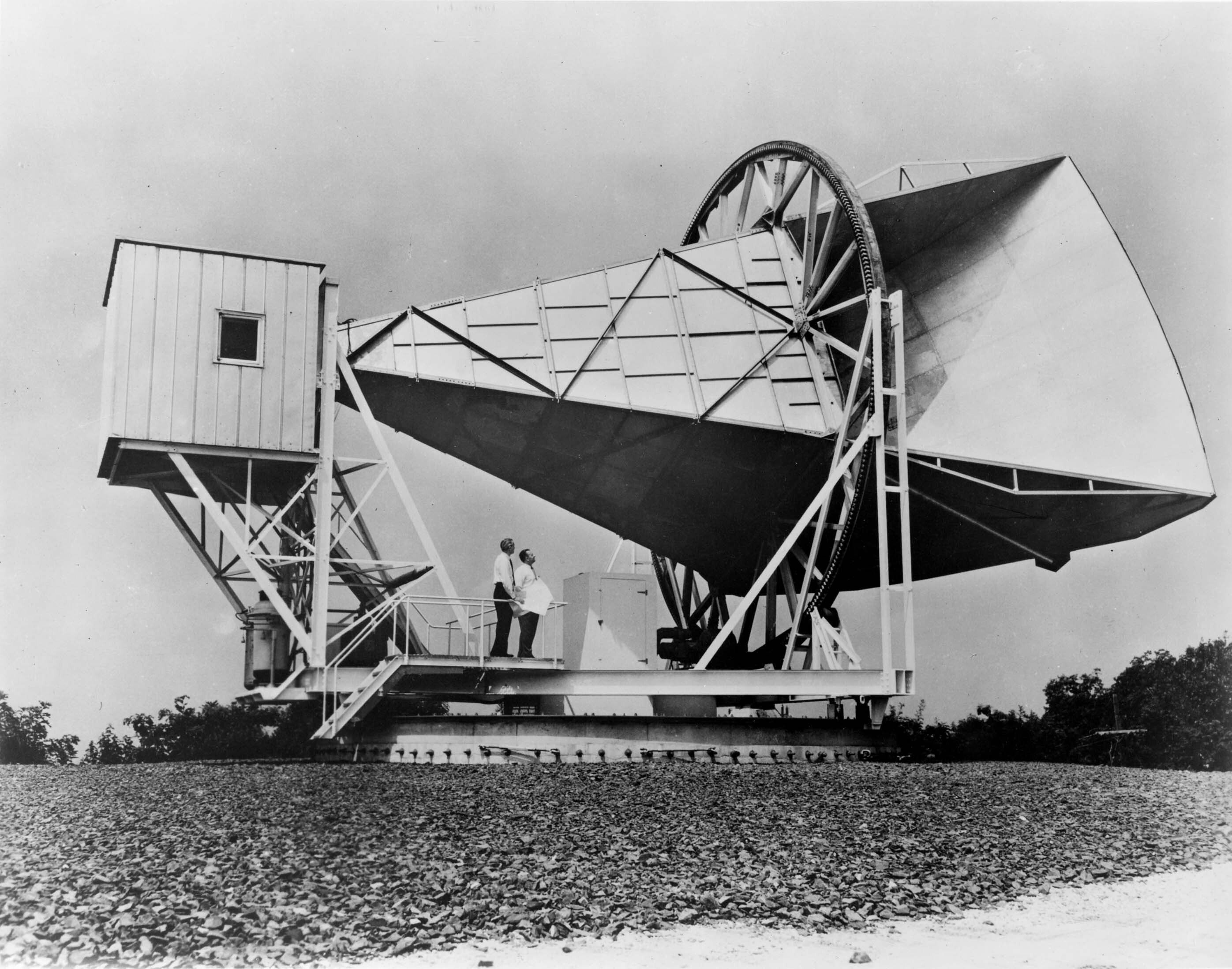
De antenne in Holmdel, New Jersey

Het bestaan van de achtergrondstraling was oorspronkelijk al voorspeld door George Gamow, Herman Bondi en Ralph Alpher in 1948, die berekenden dat de straling een perfect zwarte straler benaderde met een temperatuur van 5 kelvin. Vergelijkbare resultaten werden gedaan door Robert Dicke en James Peebles. In 1978 kregen Penzias en Wilson voor hun ontdekking van de kosmische achtergrondstraling de Nobelprijs voor Natuurkunde toegekend.
Penzias overleed op 22 januari 2024 aan complicaties als gevolg van de ziekte van Alzheimer op 90-jarige leeftijd.